# Campeonato de Escocia de Rugby 1982-83
El Campeonato de Escocia de Rugby (Scotland Division 1) de 1982-83 fue la décima edición del principal torneo de rugby de Escocia.

## Sistema de disputa
El torneo se disputó en formato de todos contra todos en la que cada equipo enfrentó a cada uno de sus rivales.
El equipo que al finalizar el torneo obtuviera mayor cantidad de puntos, se coronó como campeón del torneo, mientras que los dos últimos descendieron directamente a la División 2. 
Puntuación
Para ordenar a los equipos en la tabla de posiciones se los puntuará según los resultados obtenidos.
- 2 puntos por victoria.
- 1 puntos por empate.
- 0 puntos por derrota.

## Clasificación
| Pos. | Equipo             | Encuentros | Encuentros | Encuentros | Encuentros | Tantos | Tantos | Tantos | Puntos |
| Pos. | Equipo             | PJ         | PG         | PE         | PP         | F      | C      | Dif    | Puntos |
| ---- | ------------------ | ---------- | ---------- | ---------- | ---------- | ------ | ------ | ------ | ------ |
| 1.º  | Gala RFC           | 13         | 12         | 0          | 1          | 491    | 116    | +375   | 24     |
| 2.º  | Hawick RFC         | 12         | 11         | 0          | 1          | 355    | 88     | +267   | 22     |
| 3.º  | Heriot's FP        | 13         | 10         | 0          | 3          | 259    | 150    | +109   | 20     |
| 4.º  | Kelso RFC          | 13         | 9          | 0          | 4          | 261    | 138    | +123   | 18     |
| 5.º  | Boroughmuir RFC    | 13         | 9          | 0          | 4          | 210    | 106    | +104   | 18     |
| 6.º  | Stewart's Melville | 12         | 7          | 0          | 5          | 223    | 161    | +62    | 14     |
| 7.º  | Selkirk            | 12         | 7          | 0          | 5          | 178    | 156    | +22    | 14     |
| 8.º  | Watsonians         | 12         | 7          | 0          | 5          | 189    | 169    | +20    | 14     |
| 9.º  | West of Scotland   | 12         | 5          | 0          | 7          | 192    | 207    | -15    | 10     |
| 10.º | Melrose RFC        | 13         | 3          | 2          | 8          | 136    | 201    | -65    | 8      |
| 11.º | Kilmarnock         | 13         | 3          | 0          | 10         | 114    | 337    | -223   | 6      |
| 12.º | Jed-Forest         | 12         | 2          | 1          | 9          | 113    | 211    | -98    | 5      |
| 13.º | Royal High         | 13         | 1          | 1          | 11         | 87     | 339    | -252   | 3      |
| 14.º | Gordonians         | 13         | 0          | 0          | 13         | 57     | 486    | -429   | 0      |

|  | Campeón.                    |
|  | Descendido a la División 2. |

| Bandera de Escocia |
| Campeón Gala RFC   |
| Tercer título      |